# Rocheport (Misuri)
Rocheport es una ciudad ubicada en el condado de Boone en el estado estadounidense de Misuri. En el Censo de 2010 tenía una población de 239 habitantes y una densidad poblacional de 348,22 personas por km². Se encuentra a la orilla del río Misuri.

## Geografía
Rocheport se encuentra ubicada en las coordenadas 38°58′46″N 92°33′48″O / 38.97944, -92.56333. Según la Oficina del Censo de los Estados Unidos, Rocheport tiene una superficie total de 0.69 km², de la cual 0.69 km² corresponden a tierra firme y (0%) 0 km² es agua.

## Demografía
Según el censo de 2010, había 239 personas residiendo en Rocheport. La densidad de población era de 348,22 hab./km². De los 239 habitantes, Rocheport estaba compuesto por el 91.21% blancos, el 3.77% eran afroamericanos, el 2.09% eran amerindios, el 0.84% eran asiáticos, el 0% eran isleños del Pacífico, el 0% eran de otras razas y el 2.09% pertenecían a dos o más razas. Del total de la población el 0.84% eran hispanos o latinos de cualquier raza.